# Napomyza drakensbergensis
Napomyza drakensbergensis este o specie de muște din genul Napomyza, familia Agromyzidae, descrisă de Spencer în anul 1963. Conform Catalogue of Life specia Napomyza drakensbergensis nu are subspecii cunoscute.